# Khutba

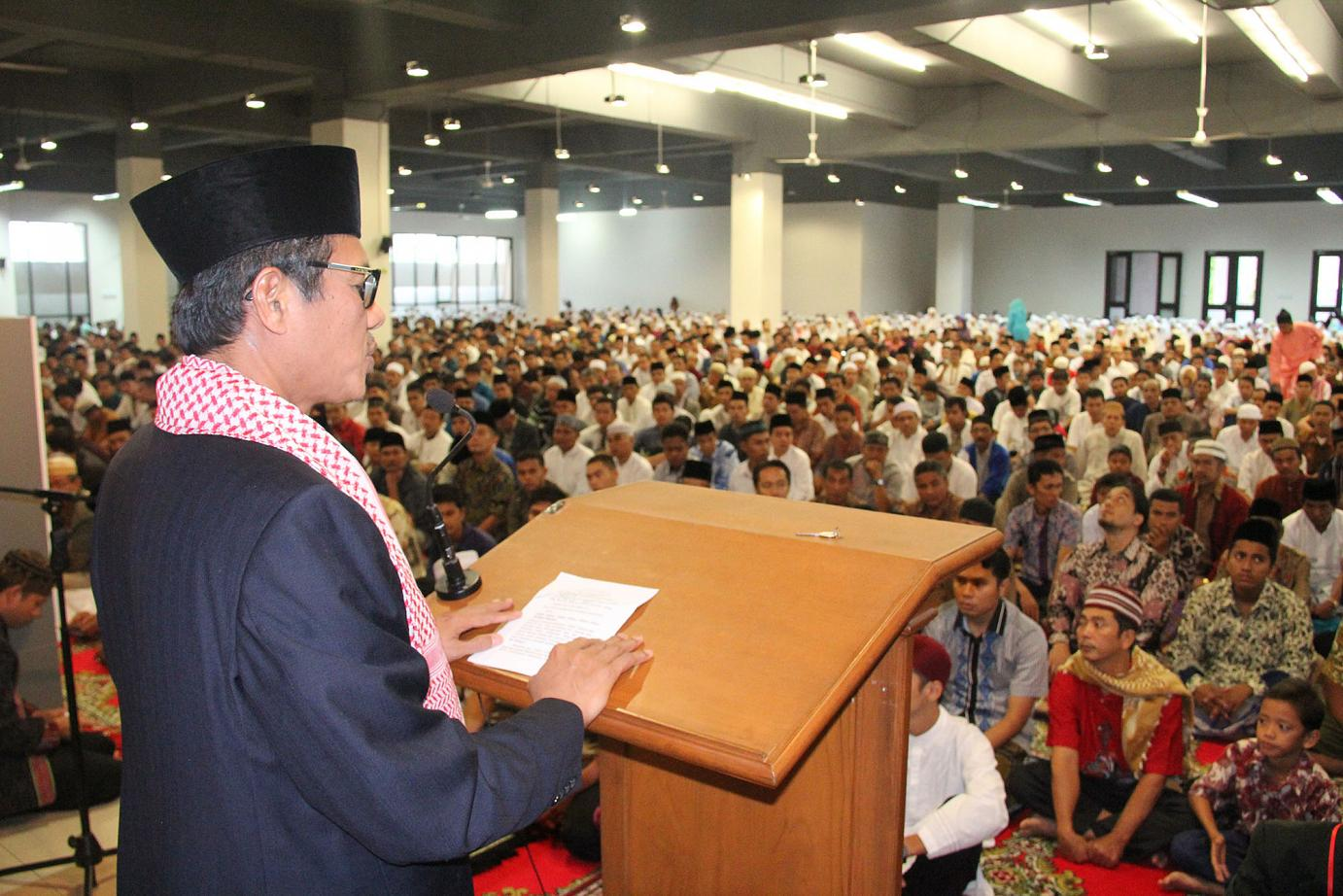
Irwan Prayitno prononce la khutba en 2014.

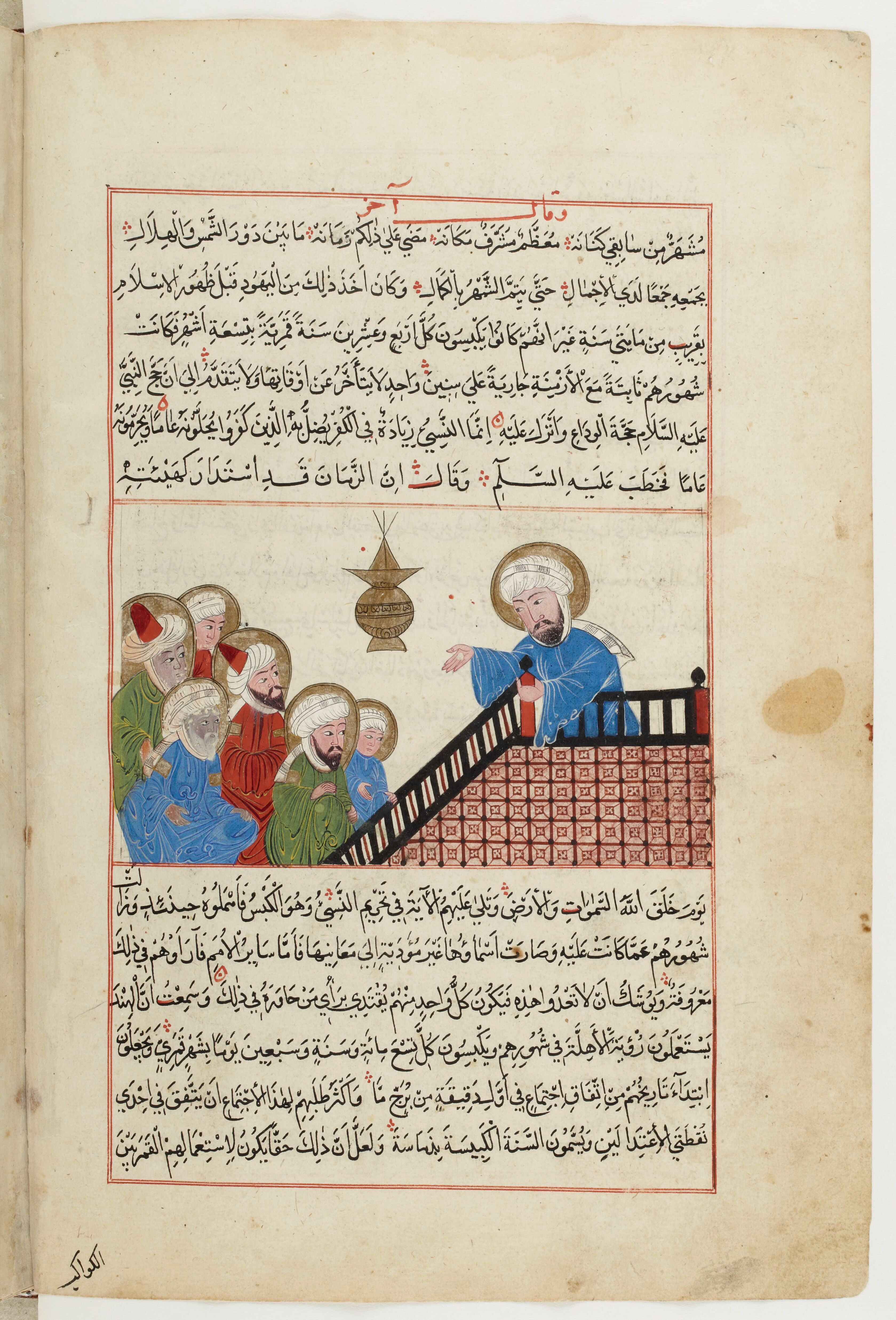
Représentation de Mahomet donnant la khutba dans un livre du XVIe siècle.

La ou le khutba (arabe : خطبة, ḫuṭbah) est, en islam, le sermon (ou prône) délivré par le khatib lors de la prière du vendredi (salat al-jumu`ah / ṣalāt al-ǧumuʿah) et lors des deux Aïd (ʿīd). 

## Circonstances
La personne qui prononce la khutba est le khatib. Le khatib est habituellement imam (chef de prière), mais parfois les deux rôles peuvent être tenus par des personnes différentes. Pour être khatib, il faut simplement être un homme qui a atteint l'âge de la puberté.[réf. nécessaire]
Le khatib doit être dans un état de pureté physique et habillé de façon appropriée.
Traditionnellement, après l'appel à la prière le khatib prend une épée ou un bâton comme symbole d'autorité, puis monte les quelques marches jusqu'à la tribune avec le pied droit d'abord. Il prononce deux sermons debout et s'assoit brièvement entre les deux. Les deux sermons doivent commencer par les formules de louange et de bénédiction usuelles. Le premier sermon contient généralement des recommandations faites aux fidèles tandis que le deuxième comprend des prières au nom du prophète, du dirigeant et de la communauté. La khutba est généralement récitée en prose rimée.

## Variantes
Dans la plupart des pays musulmans, c'est l'État qui fixe le contenu des khutbas des vendredis et des fêtes.

### Khutba du vendredi
Une analyse des khutbas prononcées dans les 48 mosquées de Sydney a trouvé une durée moyenne de la khutba habituellement entre vingt et quarante minutes. Cependant, on estime que Mahomet donnait des khutbas ne durant que cinq à dix minutes.

### Khutba de l'Aïd
La khutba de l'Aïd diffère légèrement quant au nombre de takbir à prononcer. La khutba de l'Aïd el-Fitr doit concerner la Zakât et celle de l'Aïd al-Adha le sacrifice.

### Autres khutbas
La khutba du hajj livrée sur le Mont Arafat examine les affaires sociales politiques, économiques et du monde islamique entier. La matière pour la khutba livrée pendant le hajj de janvier 2006, était les douleurs des musulmans partout dans le monde.[réf. nécessaire]
En cas d'éclipse de soleil la khutba doit rappeler à l'audience d'avoir peur.
En cas de sécheresse, la khutba doit demander le pardon d'Allah.

## Langue

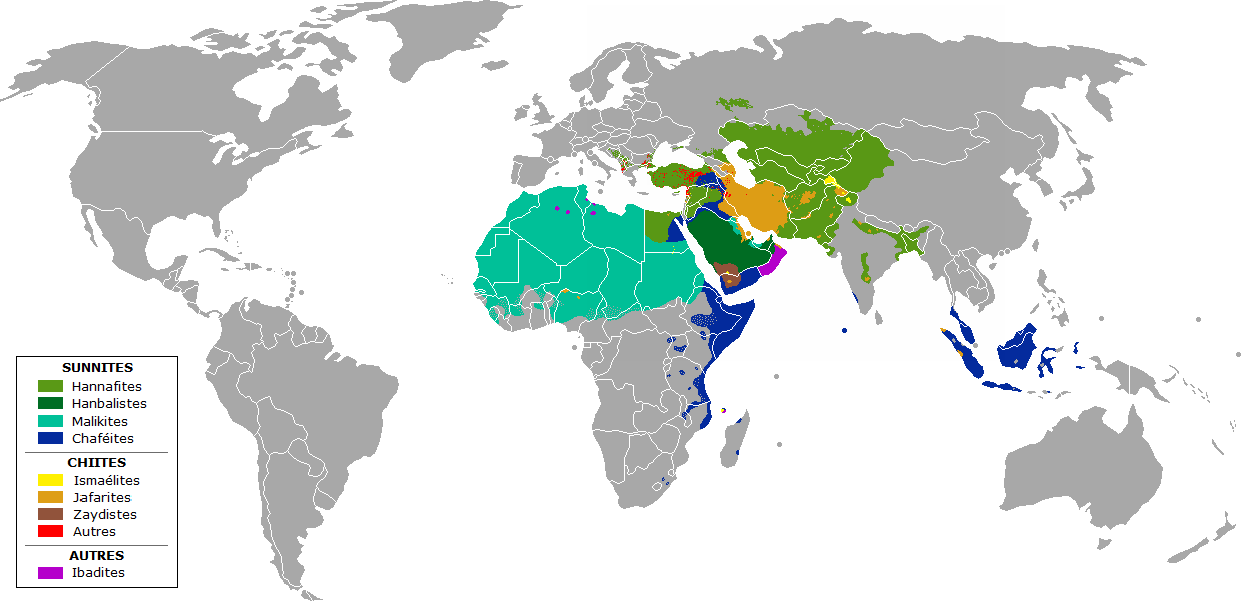
Répartition des différentes écoles juridiques dans le monde au début du XXIe siècle.

Le choix de la langue est différent selon les écoles juridiques. Pour le hanafisme, il est possible d'utiliser une langue autre que l'arabe. Pour le malikisme, la khutba doit obligatoirement être en arabe et s'il n'existe pas de khatib qui sache le parler la prière n'est pas obligatoire. Pour le chaféisme, la récitation de certaines parties comme les Ayas ou les hadiths doit être en arabe, mais ce n'est pas obligatoire bien que recommandé pour le reste du sermon. Pour le hanbalisme, le khatib doit prêcher en arabe s'il le parle, à défaut dans la langue qu'il maîtrise ; les Ayas doivent toujours être récités en arabe.
En 2015 les musulmans du Sénégal, pays où l'école malikite est la référence, sont divisés sur la langue à utiliser lors de la khutba : l'arabe n'est compris que par environ 5 % de la population alors que la langue d'usage est le wolof. Certains imams ont pris l'habitude de prononcer la khutba en arabe puis de la traduire en wolof alors que la majorité la prononce uniquement en arabe.

## Khutba et femmes
Traditionnellement, c'est un homme qui prononce la khutba. Dans certaines mosquées féminines comme à Los Angeles ou au Danemark, des femmes prononcent la khutba,.

## Importance politique
Dans les premiers temps de l'islam, la khutba était récitée deux fois après la succession d'un calife. La première servait pour le nouveau calife à donner ses orientations politiques, la deuxième à proclamer qu'il est le dirigeant, avec son nom et ses titres. C'est Abou Bakr As-Siddiq qui aurait démarré cette coutume, suivi par ses successeurs, les Omeyyades et une partie des Abbassides. C'est sous les Abbassides que les deux parties de la khutba sont inversées. Proclamer le nom du souverain lors de la khutba est alors un marqueur de reconnaissance de sa souveraineté. 
Après la prise de Bagdad par les Bouyides en 945, les Samanides refusent de reconnaître Al-Muti comme calife. Ils continuent de prononcer le nom de Al-Mustakfi dans la khutba bien qu'il ait été déposé.
Après l'Invasion mongole de l'Empire khwarezmien, lorsque les Mongols se convertissent à l'islam, ils refusent de reconnaître le califat abbasside, devenu le Sultanat mamelouk d'Égypte et bien plus faible. Pour se donner une légitimité, ils proclament alors le nom des quatre Califes bien guidés pour les sunnites ou des douze imams pour les chiites. 
L'Empire moghol perpétue cette pratique. Le nom du nouvel empereur moghol est proclamé dans la khutba du vendredi qui suit son couronnement, ce qui lui donne une reconnaissance officielle et religieuse. Le nouvel empereur se rend à la mosquée avec la cour habillé en fidèle ordinaire. Il recevait une robe d'apparat à chaque fois que le nom d'un des successeurs de Tamerlan était prononcé. Lorsque son nom est prononcé, il reçoit une robe dorée. Lorsque le nom d'un autre que l'empereur était prononcé, cela équivalait à une rébellion et une trahison.

## Analyses
Plusieurs personnes dont Carl Heinrich Becker ont remarqué que le rôle du khatib correspond à celui du juge de l'Arabie préislamique.
Le terme khutba n'est pas présent dans le Coran, cependant plusieurs hadiths décrivent la pratique du temps de Mahomet. Il est probable que la pratique existait déjà mais n'était pas fixée dans les détails.